# دان بالمر (عازف قيثارة)
دان بالمر (بالإنجليزية: Dan Palmer)‏ هو عازف قيثارة بريطاني، ولد في 14 أغسطس 1978 في إنجلترا في المملكة المتحدة.

## وصلات خارجية
- الموقع الرسمي
- دان بالمر على موقع ميوزك برينز (الإنجليزية)
- دان بالمر على موقع ديسكوغز (الإنجليزية)